# Glimpse EP
Glimpse EP este prima lansare de catre Trapt din anul 2000.

## Lista piese
1. "Break Me Out" – 4:31
2. "Hollowman" – 5:15
3. "Enigma" – 4:12
4. "Lie Awake" – 3:00
5. "I'll Stay" – 3:48